# Новеллино, Вальтер
Вальтер Альфредо Новеллино (итал. Walter Alfredo Novellino; род. 4 июня 1953, Монтемарано, Кампания) — итальянский футболист и футбольный тренер. Играл на позиции полузащитника. Прозвище «Монсон» заработал за внешнее сходство с аргентинским боксёром Карлосом Монсоном (как-то Нино Бенвенути, итальянский экс-чемпион мира по боксу, который проиграл бой Монсону, посетил базу «Торино», и во время общения с командой кто-то показал боксёру на Новеллино и сказал: «Смотри, там Монсон, он ждёт тебя»), а прозвище «Бык» — за несгибаемый характер и упрямство.

## Карьера

### Игровая карьера
Хотя Вальтер Новеллино родился в Италии, его детство прошло в городе Сан-Паулу, что в Бразилии, куда его семья уехала на заработки. В 1965 году семейство Новеллино вернулось в Италию и поселилось сначала в Монтемарано, где родился Вальтер, а затем в Милане. Именно в Милане Новеллино был замечен скаутами клуба «Торино», в котором он сначала играл в молодёжной команде, а в 1970 году и в первой команде клуба. Затем Новеллино играл в разных клубах: «Леньяно», «Кремонезе», «Эмполи», «Перудже», «Милане» (с которым в 1979 году Новеллино выиграл чемпионат Италии), «Асколи» и «Катанье».
В 1978 году Новеллино провёл 1 матч за сборную Италии.

### Тренерская карьера
Свою тренерскую карьеру Новеллино начал в «Перудже», игравшей в серии С1, в 1992 году, но быстро был уволен. Затем работал с клубом «Гуальдо», которому помог выйти из серии С2 в серию С1, и даже выйти в квалификационные матчи, победа в которых выводила клуб в серию В. Затем Новеллино вновь работал с «Перуджей», но вновь неудачно. Затем возглавил «Равенну», которую вывел в серию А. Затем помог «Венеции» удержаться в высшем итальянском дивизионе, а клубу «Наполи», как и «Равенне», выйти в серию А.
Эти успехи возвели Новеллино в ранг специалистов по выходу в высший по рангу дивизион, тем более он повторил этот успех с клубом «Пьяченца» в 2001 году и «Сампдорией» в 2003. Возглавив «Сампдорию» в 2002 году, Новеллино проработал с клубом 5 сезонов, но без особых успехов, исключая разве выход в Кубок УЕФА и 5 место в чемпионате в 2005 году.
6 июня 2007 года Новеллино подписал контракт с клубом «Торино», но в апреле 2008 года специалист по обоюдному согласию с клубом ушёл из «Торино» за неудовлетворительные результаты команды. Однако 8 декабря Новеллино вновь возглавил клуб.
28 ноября 2016 года назначен главным тренером клуба серии B «Авеллино 1912». Контракт подписан до 30 июня 2017 года. Сменил на этом посту Доменико Тоскано.